# Татарское Утяшкино
Тата́рское Утяшкино (тат. Әдәмсә) — село в Новошешминском районе Республики Татарстан. Административный центр Утяшкинского сельского поселения.

## География
Село расположено на реке Кичуй в 10 км к северу от Новошешминска. 

## История
Основано не позднее 1740-х годов переселенцами из деревни Шигирданы.  
В дореволюционных источниках упоминается также как Кичу Адамче. До 1860-х годов население составляли государственные крестьяне, занимавшиеся земледелием (в начале XX века земельный надел сельской общины составлял 1915 десятин), разведением скота, торговлей. 
В «Списке населенных мест по сведениям 1859 года», изданном в 1866 году, населённый пункт упомянут как казённая деревня Утяшкика 1-го стана Чистопольского уезда Казанской губернии. Располагалась при речке Кичуе, по левую сторону Оренбургского почтового тракта, в 55 верстах от уездного города Чистополя и в 15 верстах от становой квартиры в казённом пригороде Новошешминске. В деревне в 198 дворах жили 1303 человека (642 мужчины и 661 женщина). Был мусульманский молитвенный дом.
По сведениям переписи 1897 года, в деревне Татарское Утяшкино (Кичу-Адамча) Чистопольского уезда Казанской губернии жили 1301 человек (660 мужчин и 641 женщина), из них 1298 мусульман.
В начале XX века в селе имелись соборная мечеть (была построена в 1823 г.), мельница, 9 мелочных лавок.
До 1920 село входило в Ерыклинскую волость Чистопольского уезда Казанской губернии. С 1920 года в составе Чистопольского кантона ТАССР. В 1959 году к селу присоединено село Русское Утяшкино. С 10.08.1930 в Новошешминском, с 19.02.1944 в Ямашинском, с 07.12.1956 в Новошешминском, с 01.02.1963 в Чистопольском, с 26.04.1983 в Новошешминском районах.

## Население
| 1782 | 1859 | 1897 | 1908 | 1920 | 1926 | 1938 | 1949 | 1958 | 1970 | 1979 | 1989 | 2002 | 2008 |
| ---- | ---- | ---- | ---- | ---- | ---- | ---- | ---- | ---- | ---- | ---- | ---- | ---- | ---- |
| 110  | 1303 | 2536 | 2731 | 2909 | 1922 | 577  | 583  | 566  | 1272 | 971  | 735  | 729  | 643  |

Национальный состав (2002): татары — 73 %, русские — 26 %.

## Экономика
Полеводство, молочное скотоводство. Действует филиал ООО «АГРО-ОСНОВА»

## Инфраструктура
Средняя школа, клуб, фельдшерско-акушерский 
пункт, детский сад, библиотека.
Через село проходит местная автодорога Новошешминск — Шереметьевка. В 1,5 км к югу от села проходит автодорога Р239 «Казань — Оренбург».